# Алджиери, Крис
Крис Алджиери англ. Chris Algieri (2 марта 1984 года, Хантингтон (Нью-Йорк), США) — американский боксёр-профессионал итальяно-аргентинского происхождения, выступающий во второй лёгкой (до 63,5 кг) весовой категории. Чемпион мира (по версии WBO, 2014) Чемпион мира по кикбоксингу по версиям WKA, 2005 года, и ISKA, 2007 года.

## Биография
Крис Алджиери — боксёр итальяно-аргентинского происхождения. Алджиери имеет степень бакалавра в области здравоохранения от Университета Стоуни Брук в магистратуре из Нью-технологического института. Алджиери является профессиональным спортивным диетологом, который работает с частными клиентами, Он также любит готовить.
Алджиери начал своё обучение боевым искусствам в китайском городе Кэмпо под опекой Роберта Мауро в возрасте 10 лет. Крис получил чёрный пояс по кикбоксингу в возрасте 15 лет и стал выступать в любительском кикбоксинге в возрасте до 16 лет. Крис выиграл 2 лиги чемпионов и один чемпионат штата среди католических команд. Затем Алджиери получил травму колена и последующие 3 сезона провёл в качестве помощника тренера. Закончил любительскую кикбоксерскую карьеру непобеждённым, и победил чемпионат USKBA Северо-Восточного региона, Крис решил стать профессионалом в возрасте 19 лет.
Проиграл нокаутом на одном из турниров по WCL, Скотту Макаддаму.

## Кикбоксинг
23 ноября 2005 году Алджиери завоевал титул чемпиона мира по версии WPKA в полусредней весовой категории.
29 октября 2007 года Крис завоевал титул чемпиона мира по версии ISKA в полусредней весовой категории.
На профессиональном ринге по кикбоксингу Алджиери провёл 20 поединков, все из которых выиграл.

## Бокс
Алджиери дебютировал на ринге профессионального бокса в апреле 2008 года.
Провёл 18 победных рейтинговых поединков против проходных боксёров, и затем победил по очкам крепкого американского боксёра, Эмануэля Тейлора. После этого неожиданно был выбран в качестве претендента на чемпионский титул с известным российским боксёром, Русланом Проводниковым.
14 июня 2014 года состоялся чемпионский поединок. Алджиери был аутсайдером, и коэффициент на его победу был очень высок, но Крис феноменально смог выиграть поединок победив Проводникова по очкам раздельным решением судей и стал новым чемпионом мира по версии WBO, в весовой категории до 63,5 кг.

### Бой с Мэнни Пакьяо
После сенсационной победы над Проводниковым, Алджиери был выбран соперником для звёздного филиппинца, Мэнни Пакьяо, в полусредней весовой категории.
23 ноября 2014 года потерпел поражение от Мэнни Пакьяо с разгромным счётом: 120—102 и 119—103 (дважды), при этом шесть раз побывав в нокдауне